# 阿提密斯嶺
77°27′S 162°15′E / 77.450°S 162.250°E
阿提密斯嶺（英語：Artemis Ridge）是南極洲的山嶺，位於維多利亞地，屬於奧林匹斯山脈的一部分，長1.6公里，海拔高度1,700米，由新西蘭地理委員會命名，現時由南極條約體系管理。

## 外部連結
. . United States Geological Survey.   [2011-05-13].